# イバン・カビエデス
イバン・カビエデス（Iván Kaviedes, 1977年10月24日 - ）は、エクアドル・サント・ドミンゴ・デ・ロス・ツァチラス県出身の元同国代表サッカー選手。ポジションはフォワード。

## 経歴
1998年にCSエメレクでプロデビューを飾り、1シーズンで43得点を挙げた事で注目を集め、1998-99シーズン途中にイタリアのACペルージャへ移籍した。ペルージャ時代は中田英寿と同僚であった事で日本でも知名度があった。
エクアドル代表としても1996年に代表デビューを飾り、これまで2002年と2006年の2度のFIFAワールドカップ出場を経験。2006年のワールドカップ・ドイツ大会では1次リーグ第2戦のコスタリカ戦で1得点を挙げ、母国初の決勝トーナメント進出に貢献した。このゴール時にスパイダーマンのマスクをかぶるパフォーマンスを見せ、問題視されたが最終的にFIFAより禁止行為には触れていないとして処分は下されなかった。このパフォーマンスは交通事故で亡くなった同国の代表選手オティリノ・テノリオがかつて行おうとしていたものであった。

## 代表歴

### 出場大会
- エクアドル代表
  - 2002 FIFAワールドカップ
  - 2006 FIFAワールドカップ

### 試合数
- 国際Aマッチ 56試合 16得点（1998年-2011年）[2]

| エクアドル代表 | 国際Aマッチ | 国際Aマッチ |
| 年             | 出場        | 得点        |
| -------------- | ----------- | ----------- |
| 1998           | 1           | 0           |
| 1999           | 6           | 2           |
| 2000           | 7           | 4           |
| 2001           | 10          | 2           |
| 2002           | 6           | 3           |
| 2003           | 2           | 0           |
| 2004           | 4           | 1           |
| 2005           | 5           | 1           |
| 2006           | 7           | 1           |
| 2007           | 4           | 2           |
| 2008           | 0           | 0           |
| 2009           | 0           | 0           |
| 2010           | 2           | 0           |
| 2011           | 2           | 0           |
| 通算           | 56          | 16          |